# Rebladora

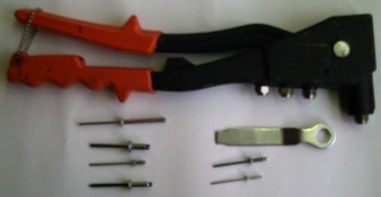
Rebladora

Una rebladora és una màquina en cas dels processos industrials o una eina manual en el cas de les activitats de bricolatge, que serveix per fixar amb reblons cecs elements que no hagin de ser desmuntables més endavant. El funcionament de la rebladora consisteix en una boterola accionada pneumàticament o hidràulicament que colpeja repetidament un dels extrems del rebló fins a deformar-lo i fer-ne una segona cabota a l'altra banda de les peces a unir.

## Rebladora de pressió

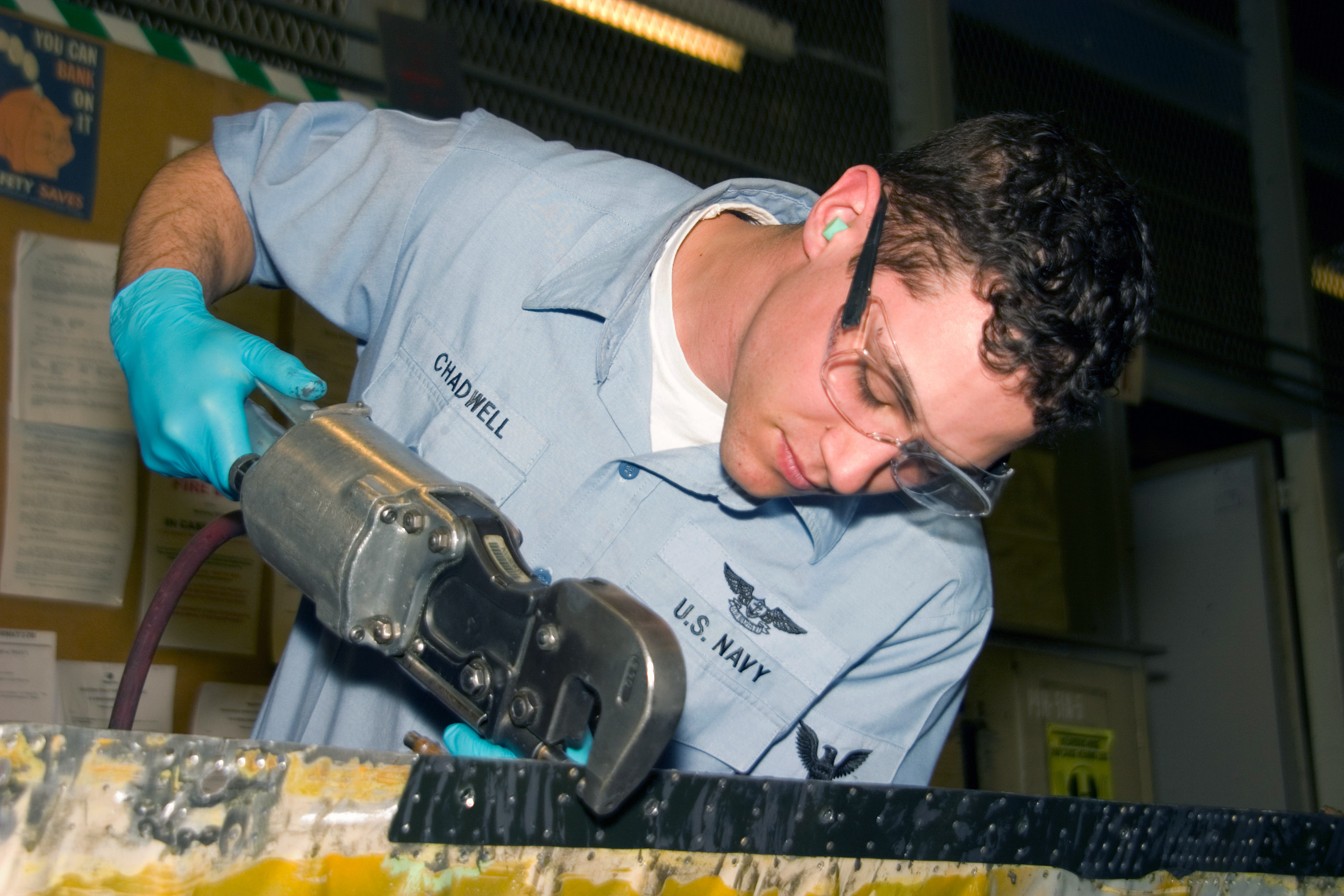
Rebladora de pressió

Aquesta pistola és diferent de les pistoles de reblons clàssiques en què la pressió de l'aire s'utilitza per proporcionar una acció de compressió que comprimeix el rebló des dels dos costats en lloc de cops . La rebladorade pressió només es pot utilitzar a prop de la vora a causa de la profunditat limitada de l'enclusa. Un cop ajustada correctament, la rebladorade pressió produirà reblons de reblons molt uniformes. La mandíbula estacionària (fixa) es col·loca contra el cap i el reblon es comprimeix per l'acció de la pistola.